# بيوتر سوبوسانسكا
بيوتر سوبوسانسكا (بالبولندية: Piotr Sobociński)‏ (و. 1958 – 2001 م) هو مصور سينمائي  بولندي، ولد في وودج، توفي في فانكوفر، عن عمر يناهز 43 عاماً ، بسبب نوبة قلبية.

## التعليم
تعلم في المدرسة الوطنية للأفلام في وودج.

## جوائز وترشيحات
حصل على جوائز منها:
- Bronze Frog ‏ عن عمل: Hearts in Atlantis (film) [الإنجليزية]‏ في 2001.
- Silver Frog ‏ عن عمل: ثلاثية الألوان: أحمر في 1994.

ترشح لـ:
جائزة الأوسكار لأفضل تصوير سينمائي، عن عمل: ثلاثية الألوان: أحمر14 فبراير 1995.

## وصلات خارجية
- بيوتر سوبوسانسكا في قاعدة بيانات الأفلام على الإنترنت
- بيوتر سوبوسانسكا  على موقع أول موفي